# Selman A. Waksman
Selman Abraham Waksman, född 22 juli 1888 i Ukraina, död 16 augusti 1973 i Woods Hole i Barnstable County i Massachusetts, var en amerikansk biokemist. Han tilldelades Nobelpriset i fysiologi eller medicin 1952 "For systematic and succesful studies of the soil microbes that led to the discovery of streptomycin". Utöver streptomycin medarbetade/ledde Waksman upptäckterna av bland andra:
- Daktinomycin (D-aktinomycin)
- Neomycin
- Streptomycin, används mot tuberkulos

Han tilldelades 1948 Albert Lasker Basic Medical Research Award.